# 邮电部邮电科学研究院电信传输技术研究所
邮电科学研究院电信传输研究所简称传输所成立于1972年，位于西城区月坛南街11号。是原邮电部设计院由北京迁往郑州前所在地。专门从事电信网网路标准研究的科研机构。1994年划归电信科学研究规划院。
主办《通信技术政策研究》和《电信网技术》。

## 专家
- 韦乐平
- 李默芳
- 武士雄
- 龚双瑾
- 王晓云
- 李默芳